# Kasabian
Kasabian (транскр.  Касејбијан) британски је рок бенд из Лестера, чији су чланови похађали средњу школу Лизленд и колеџ Каунтесторп. 
Бенд је био упоређиван са бендовима Primal Scream, због сличне мешавине електронике и инди-рока, и Oasis, са којима деле поуздање, визију груби вокални стил.
Kasabian је била помоћна група саставу Oasis за време турнеје Don't Believe the Truth. Kasabian је описан као „музика коју праве људи за људе“. Добио је име по Линди Касејбијан, која је била сведок сарадник у процесу који је вођен против чланова Менсонове сатанистичке секте под именом Породица.
Бенд је, у очигледној потрази за публицитетом, отишао у једну енглеску фарму током снимања својег истоименог деби албума.
Њихова песма „Club Foot” се налази у видео-играма Pro Evolution Soccer 5 и Marc Ecko's Getting Up: Contents Under Pressure. Песма „L.S.F” се појавила у видео-игри FIFA 2004, док је песма „Reason is Treason” на уводном споту за тркачку симулацију Gran Turismo 4.
Други албум, „”, издат је у Великој Британији 28. августа 2006. године. Први сингл са албума, такође назван „”, попео се на девето место британских топ-листа од 31. јула, базирано само на преузимањима са интернета и продаји синглова. Албум се фокусира на хорорима рата и проблемима везаним за то.
Главни вокалиста Том Мијан је након више од две деценије напустио бенд јула 2020. године.

## Дискографија
Студијски албуми
- Kasabian (2004)
- Empire (2006)
- West Ryder Pauper Lunatic Asylum (2009)
- Velociraptor! (2011)
- 48:13 (2014)
- For Crying Out Loud (2017)
- The Alchemist's Euphoria (2022)
- Happenings (2024)

## Чланови

### Тренутни чланови
- Серџио Пицорно — гитара, пратећи вокал и главни вокал
- Кристофер Едвардс — бас-гитара
- Ијан Метјуз (придружио се 2005. године) — бубњеви и перкусије
- Џеј Мелер (замена за Криса Карлофа за наступе уживо) — гитара

### Бивши чланови
- Крис Карлоф (2003 — јул 2006) — гитара и синтесајзер

## Аудио/видео
- Интервју са групом Kasabian и музички спот